# Марк Росций Целий
Марк Ро́сций Це́лий (лат. Marcus Roscius Coelius; умер после 81 года) — древнеримский военный и политический деятель, занимавший в течение двух месяцев должность консула-суффекта (в 81 году).

## Биография

### Военно-политическая карьера
О происхождении Целия нет никаких сведений. К 69 году он занимал должность легата XX «Победоносного» Валериева легиона, который дислоцировался в провинции Британия. Он был в плохих отношениях с наместником провинции, Марком Требеллием Максимом, и воспользовался суматохой и неразберихой гражданской войны 69 года, чтобы разжечь против него мятеж. В результате, Максим был выгнан из лагеря и бежал к Авлу Вителлию. После этого фактически Целий стал управлять провинцией, пока в конце года ему не был прислан новый наместник — Марк Веттий Болан. Марк Росций оставался легатом своего легиона вплоть до 70 года, когда его сменил Гней Юлий Агрикола.
С марта по апрель 81 года Целий занимал должность консула-суффекта совместно с Гаем Юлием Ювеналом. 

### Семья и потомки
Сыновьями Марка Росция Целия были консул-суффект 100 года Луций Росций Элиан Меций Целер и консул-суффект 101 года Марк Меций Целер.

## Примечание
1. ↑  Корнелий Тацит. История, I, 60; II, 65.